# Szászánida uralkodók listája
A Szászánida-dinasztia az Akhaimenidáktól származtatta magát. 224-ben letaszították trónjáról a párthus uralkodót, és a megalapították a Szászánida Birodalmat, amely Rómának éppoly félelmetes ellenfele volt, mint a párthusok. 651-ben az arabok foglalták el.
- Sárga színnel a nem Szászánida-házi uralkodók vannak kiemelve.

| Portré | Uralkodó         | Uralkodott | Eredeti név          | Latin név | Megjegyzés                            |
| ------ | ---------------- | ---------- | -------------------- | --------- | ------------------------------------- |
|        | I. Ardasír       | 224–241    | Ardaḫšir, Ardaḫšēr   | Ardasir   |                                       |
|        | I. Sápur         | 241–273    | Sâbuhr, Šaḥpuhr      | Sapor     | I. Ardasír fia. 240-től társuralkodó. |
|        | I. Hurmuz        | 273–274    | Ḫormazd, Ormuzd      |           | I. Sápúr fia.                         |
|        | I. Bahrám        | 274–277    | Varhrân              | Bahram    | I. Sápúr fia.                         |
|        | II. Bahrám       | 277–293    | Varhrân              | Bahram    | I. Bahrám fia.                        |
| –      | III. Bahrám      | 293        | Varhrân              | Bahram    | II. Bahrám fia.                       |
|        | I. Narsak        | 293–302    | Naršak               | Narses    | I. Sápúr fia.                         |
|        | II. Hurmuz       | 302–310    | Ḫormazd, Ormuzd      |           | I. Narsak fia.                        |
| –      | II. Narsak       | 310        | Naršak               | Narses    | II. Hurmuz fia.                       |
|        | II. Sápúr        | 310–379    | Sâbuhr, Šaḥpuhr      | Sapor     | II. Hurmuz fia.                       |
|        | II. Ardasír      | 379–383    | Ardaḫšir, Ardaḫšēr   | Ardasir   | II. Sápúr fia. (?)                    |
|        | III. Sápúr       | 383–388    | Sâbuhr, Šaḥpuhr      | Sapor     | II. Sápúr fia.                        |
|        | IV. Bahrám       | 388–399    | Varhrân              | Bahram    | II. Sápúr fia.                        |
|        | I. Jazdagird     | 399–421    | Yazdegerd, Yezdigerd |           | III. Sápúr fia.                       |
| –      | IV. Sápúr        | 421        | Sâbuhr, Šaḥpuhr      | Sapor     | I. Jazdagird fia.                     |
|        | V. Bahrám        | 421–439    | Varhrân              | Bahram    | I. Jazdagird fia.                     |
|        | II. Jazdagird    | 439–456    | Yazdegerd, Yezdigerd |           | V. Bahrám fia.                        |
| –      | III. Hurmuz      | 456–459    | Ḫormazd, Ormuzd      |           | II. Jazdagird fia.                    |
|        | I. Péroz         | 459–484    | Peroz                |           | II. Jazdagird fia.                    |
|        | Balás            | 484–488    | Valâš, Baraš         | Balas     | II. Jazdagird fia.                    |
|        | I. Kavád         | 488–496    | Kavât                | Kavadh    | I. Péroz fia.                         |
|        | Dzsamaszb        | 496–498    | Zmašp, Dšmasp        | Dsmasb    | I. Péroz fia.                         |
|        | I. Kavád (2x)    | 499–531    | Kavât                | Kavadh    | Másodszor.                            |
|        | I. Huszrau       | 531–579    | Ḫusrõu Anozarwân     | Chosroes  | I. Kavád fia.                         |
|        | IV. Hurmuz       | 579–590    | Ḫormazd, Ormuzd      |           | I. Huszrau fia.                       |
|        | II. Huszrau      | 590        | Ḫusrõu Parvez        | Chosroes  | IV. Hurmuz fia.                       |
|        | VI. Bahrám       | 590–591    | Varhrân              | Bahram    |                                       |
|        | II. Huszrau (2x) | 591–628    | Ḫusrõu Parvez        | Chosroes  | Másodszor.                            |
|        | II. Kavád        | 628        | Kavât                | Kavadh    | II. Huszrau fia.                      |
|        | III. Ardasír     | 628–630    | Ardaḫšir, Ardaḫšēr   | Ardasir   | II. Kavád fia.                        |
|        | Sarbaraz         | 630        | Sahrvarâz            | Sarvaraz  | Boran férje.                          |
| –      | III. Huszrau     | 630        | Ḫusrõu               | Chosroes  | IV. Hurmuz unokája.                   |
| –      | IV. Huszrau      | 631        | Ḫusrõu               | Chosroes  | II. Péroz fivére.                     |
|        | III. Jazdagird   | 632–642    | Yazdegerd, Yezdigerd |           | II. Huszrau leányági unokája.         |